# Bringin (Ngaliyan)
Bringin is een bestuurslaag in het regentschap Semarang van de provincie Midden-Java, Indonesië. Bringin telt 13.722 inwoners (volkstelling 2010).